# Natasha Richardson
Natasha Jane Richardson (n. 11 mai 1963, Greater London, Anglia, Regatul Unit – d. 18 martie 2009, New York City, New York, SUA) a fost o actriță britanică, cunoscută pentru rolurile ei din filme și piese de teatru. A fost căsătorită cu actorul Liam Neeson și a fost fiica actriței Vanessa Redgrave și a regizorului Tony Richardson.

## Deces
Natasha Richardson a decedat la data de 18 martie 2009 în urma contuziilor craniene cauzate de un accident de schi.

## Filmografie
- Nell cea sălbatică (1994)